# Il film Pokémon - Volcanion e la meraviglia meccanica
Il film Pokémon - Volcanion e la meraviglia meccanica (ポケモン・ザ・ムービー ＸＹ＆Ｚ ボルケニオンと機巧のマギアナ?, Pokemon Za Mūbī XY&Z borukenion to karakuri no magiana, Pokémon XY&Z: Volcanion e lo splendido Magearna) è un film d'animazione del 2016 diretto da Kunihiko Yuyama.
Si tratta del diciannovesimo film basato sull'anime Pokémon. Proiettato in Giappone a partire dal 16 luglio 2016, il lungometraggio è stato trasmesso negli Stati Uniti d'America il 5 dicembre 2016 su Disney XD. In Italia è stato inserito nei palinsesti del canale televisivo K2 il 19 novembre.
Nel lungometraggio sono presenti i Pokémon leggendari Volcanion e Zygarde, quest'ultimo presente anche nella sua forma perfetta, e il Pokémon della settima generazione Magearna.
Al contrario dei film precedenti, l'opera non è preceduta da un cortometraggio che vede Pikachu tra i suoi protagonisti.

## Trama
Il Consigliere per la Megaevoluzione Alva e il Principe Raleigh del Regno di Azoth ordinano che il Pokémon artificiale Magearna venga portato nel Regno dopo essere stato trovato nell'Altopiano di Nebel, un luogo popolato da Pokémon che sono stati maltrattati dagli umani. Il Pokémon misterioso Volcanion cerca di recuperare Magearna, ma ha una fascia attaccata alla gamba e viene mandato a cadere in una foresta dove Ash Ketchum e i suoi amici, Pikachu, Serena, Lem e Bonnie sono accampati. Volcanion atterra nelle vicinanze di Ash e dei suoi amici e, quando si riprendono, Ash trova una seconda fascia attaccata a sé. Lem scopre che le bande emettono una forza elettromagnetica che lega Ash a Volcanion come una catena. Volcanion scappa, trascinando Ash con sé.
Ash e Volcanion recuperano Magearna dal Regno di Azoth. Si incontrano con Serena, Lem e Bonnie, che sono affascinate da Magearna, ma non riescono a rimuovere la catena che lega Ash e Volcanion. A malincuore, Volcanion permette al gruppo di accompagnare lui e Magearna a casa loro, Nebel Plateau. Lungo la strada, vengono attaccati dal Team Rocket, che è stato assunto da Alva per recuperare Magearna, ma il gruppo è in grado di scacciarli con l'aiuto della sorella di Raleigh, la principessa Kimia. Durante il loro soggiorno sull'Altopiano di Nebel, Lem e Kimia fanno in modo che i Pokémon residenti rompano le bande elettromagnetiche. Finalmente libero, Volcanion ordina agli umani di andarsene, ma loro rifiutano.
Il giorno dopo, Alva e i suoi subalterni, Levi e Cherie, attaccano e ricatturano Magearna. Rimuove il "Cuore-Anima" di Magearna, che ha intenzione di utilizzare per attivare un meccanismo nel Castello di Azoth che lo trasforma in una fortezza volante. Raleigh cerca di fermarlo, ma perde i sensi. Mentre il castello prende il volo, Ash e Pikachu prendono d'assalto la fortezza con Volcanion, Kimia e Greninja, ma vengono intrappolati da Alva, che tenta di spezzare lo spirito di Magearna sparando all'Altopiano di Nebel. Tuttavia, i Pokémon residenti respingono l'attacco con l'aiuto di Squishy il Nucleo di Zygarde, e Ash distrugge il bastone di Alva dandogli il controllo sui Pokémon, facendoli tornare normali, e Alakazam usa poteri psichici per far levitare se stesso e gli altri Pokémon, così come Levi e Cherie, dalla fortezza. Volcanion libera se stesso, Ash, Kimia e i loro Pokémon. Alva mette la fortezza in rotta di collisione con l'altopiano e cerca di fuggire con un jetpack, ma Greninja lo disabilita, facendolo cadere. Ash restituisce il Cuore-Anima a Magearna, ma il suo spirito è scomparso. Per evitare che la fortezza si schianti contro l'altopiano, Volcanion usa il suo potere per distruggere la fortezza con se stesso al centro dell'esplosione. Si presume che Volcanion sia stato ucciso nell'esplosione, portando dolore agli umani e ai Pokémon, ma più tardi, a Nebel Plateau, Magearna riacquista il suo spirito quando appare Volcanion, essendo sopravvissuto, ma perde i sensi, così Magearna rianima Volcanion, poiché i suoi fiori lo avevano fatto starnutire. Quando riprende conoscenza, Volcanion dice a Magearna di non mettere il polline alle sue narici, poi dà a Pikachu e agli altri Pokémon la distinzione di essere membri onorari dell'Altopiano di Nebel. Il Team Rocket, che osserva da vicino, esprime soddisfazione per come sono andate le cose.
Nei titoli di coda, i Pokémon dell'Altopiano di Nebel raccolgono i relitti della fortezza e li seppelliscono in un enorme buco che Volcanion aveva fatto in precedenza. Ash e i suoi amici tornano nel Regno di Azoth con Kimia e Raleigh, dove Bonnie chiede di sposarlo all'assistente personale di Kimia, Flamel, per conto di Lem, poi lui la tira indietro con il suo braccio Aipom. Più tardi, Kimia e il suo lucido Gardevoir scoprono Alva aggrovigliato tra i rottami del suo jetpack su un albero. Gardevoir lo fa levitare sull'aereo di Kimia, dove gli si incastra addosso le bande magnetiche, impedendogli di fuggire, anche se ci prova. Anche Levi e Cherie vengono imprigionati. Seguendo il consiglio di Ash, Raleigh intraprende un viaggio Pokémon tutto suo con il suo Slurpuff per vedere il mondo e imparare molto di più della semplice storia passata. Kimia lo guarda partire da ciò che resta del castello. Magearna continua a vivere in pace sull'Altopiano di Nebel con gli altri Pokémon, mentre Volcanion li sorveglia dalla sua caverna.